# Allan Pettersson
Gustav Allan Pettersson, noto più semplicemente come Allan Pettersson, (Västra Ryd, 19 settembre 1911 – Stoccolma, 20 giugno 1980), è stato un compositore svedese, considerato come uno dei più importanti compositori svedesi del XX secolo.

## Biografia
Pettersson, uno dei quattro figli di un fabbro violento e alcolista, nacque presso la tenuta di Granhammar nella parrocchia di Västra Ryd, nella provincia di Uppland (Svezia), ma crebbe in povertà a Stoccolma, dove ha risieduto per tutta la vita. Una volta disse di sé: 
Nel 1930 iniziò lo studio del violino e della viola, così come contrappunto e armonia, al Conservatorio di Stoccolma. Divenne un discreto violista, ma iniziò anche a comporre canzoni e opere da camera minori nel 1930. All'inizio della seconda guerra mondiale studiava viola a Parigi. Nel corso del 1940 fece parte dell'organico della Stockholm Concert Society Orchestra come violista, continuando nel frattempo a studiare composizione privatamente con Karl-Birger Blomdahl e Otto Olsson. La sua produzione di questo decennio include ventiquattro Barefoot songs (musiche a piedi nudi) (1943-45) e un concerto per violino e quartetto d'archi (1949).
Nel 1951 Pettersson compose la prima delle sue diciassette sinfonie, che lasciò incompiuta, le altre seguirono in rapida successione. Nello stesso anno si recò a Parigi per studiare composizione, quale allievo di René Leibowitz e Arthur Honegger.
Pettersson tornò in Svezia nel 1953. Nello stesso anno gli fu diagnosticata la poliartrite  e, al tempo della sua quinta sinfonia, completata nel 1962, la sua mobilità e la salute erano notevolmente compromesse. Il suo più grande successo venne qualche anno dopo con la sua settima sinfonia (1966-67), che è stata anche la più eseguita delle sue opere. Il direttore d'orchestra Antal Doráti ha diretto la prima assoluta di alcune delle sinfonie di Pettersons, e contribuito all'ascesa della sua fama negli anni settanta.
Nel 1970 venne ricoverato in ospedale per nove mesi, subito dopo la composizione della sua nona e più lunga sinfonia, iniziando a scrivere la decima (1972) dal suo letto. Dopo le dimissioni dall'ospedale le cattive condizioni di salute lo costrinsero definitivamente a relegarsi in casa. La pubblicazione di una registrazione della sua settima sinfonia (con Antal Doráti che dirige l'orchestra filarmonica di Stoccolma) fu un importante tassello per la sua reputazione internazionale. Durante l'ultimo decennio della sua vita ha anche scritto la cantata Vox Humana (1974, su testi di poeti latino-americani), concerti per violino e orchestra (1977-78) e per viola e orchestra (1979), una dodicesima sinfonia per coro misto e orchestra (1973) su poesie di Pablo Neruda e una sedicesima sinfonia (1979) che presenta una parte assolo virtuosa per sassofono alto. Iniziò anche a scrivere una diciassettesima sinfonia, ma morì prima di completarla.
La scrittura di Pettersson è tonale, ma molto strenua e spesso presenta molte linee simultanee polifoniche. La maggior parte delle sue sinfonie sono scritte in un unico movimento, rendendole ancora più esigenti. Per la maggior parte in tono grave, spesso dissonante, la sua musica spicca su ambientazioni feroci, attenuate, in particolare nelle opere successive, da parentesi liriche. La maggior parte della sua musica è stata registrata almeno una volta e in gran parte è ora pubblicata in partitura stampata.

## Discografia
- Sinfonie Nr. 2 (1952/53)
  - Swedish Radio Symphony Orchestra, Stig Westerberg
  - BBC Scottish Symphony Orchestra, Alun Francis
- Sinfonie Nr. 3 (1954/55)
  - Rundfunk-Sinfonieorchester Saarbrücken, Alun Francis
  - Norrköping Symphony Orchestra, Leif Segerstam
- Sinfonie Nr. 4 (1958/59)
  - Göteborgs Symphoniker, Sergiu Comissiona
  - Rundfunk-Sinfonieorchester Saarbrücken, Alun Francis
- Sinfonie Nr. 5 (1960/62)
  - Berliner Sibelius Orchester, Andreas Peer Kähler
  - Malmö Symphony Orchestra, Moshe Atzmon
  - Rundfunk-Sinfonieorchester Saarbrücken, Alun Francis
- Sinfonie Nr. 6 (1963/66)
  - Norrköping Symphony Orchestra, Okko Kamu
  - Deutsches-Sinfonie-Orchester Berlin, Manfred Trojahn
- Sinfonie Nr. 7 (1966/67)
  - Stockholm Philharmonic Orchestra, Antal Doráti
  - Swedish Radio Symphony Orchestra, Sergiu Comissiona
  - Philharmonisches Staatsorchester Hamburg, Gerd Albrecht
  - Norrköping Symphony Orchestra, Leif Segerstam
- Sinfonie Nr. 8 (1968/69)
  - Baltimore Symphony Orchestra, Sergiu Comissiona
  - Radio-Symphonie-Orchester Berlin, Thomas Sanderling
  - Philharmonisches Staatsorchester Hamburg, Gerd Albrecht
  - Norrköping Symphony Orchestra, Leif Segerstam
- Sinfonie Nr. 9 (1970)
  - Göteborgs Symfoniker, Sergiu Comissiona
  - Deutsches Symphonie-Orchester Berlin, Alun Francis
- Sinfonie Nr. 10 (1971/72)
  - Swedish Radio Symphony Orchestra, Antal Doráti
  - Radio-Philharmonie Hannover des NDR, Alun Francis
  - Norrköping Symphony Orchestra, Leif Segerstam
- Sinfonie Nr. 11 (1971/73)
  - Norrköping Symphony Orchestra, Leif Segerstam
  - Radio-Philharmonie Hannover des NDR, Alun Francis
- Sinfonie Nr. 12 »De döda på torget« (1973/74)
  - Stockholms Filharmoniska Orkester, Stockholms Filharmoniska Kör, Uppsala Akademiska Kammarkör, Carl Rune Larsson
  - Swedish Radio Symphony Orchestra, Swedish Radio Choir, Eric Ericson Choir, Manfred Honeck
- Sinfonie Nr. 13 (1976)
  - BBC Scottish Symphony Orchestra, Alun Francis
- Sinfonie Nr. 14 (1976)
  - Stockholms Filharmoniska Orkester, Sergiu Comissiona
  - Radio-Symphonie-Orchester Berlin, Johan M. Arnell
- Sinfonie Nr. 15 (1978)
  - Deutsches Symphonie-Orchester Berlin, Peter Ruzicka
  - Norrköping Symphony Orchestra, Leif Segerstam
- Sinfonie Nr. 16 (1979)
  - Frederick L. Hemke (Saxophon), Stockholm Philharmonic Orchestra, Yuri Ahronovitch
  - John-Edward Kelly (Saxophon), Rundfunk-Sinfonieorchester Saarbrücken, Alun Francis
- Konzert Nr. 1 für Violine und Streichquartett (1949)
  - Ulf Hoelscher, Mandelring-Quartett
- Konzert Nr. 2 für Violine und Orchester (1977/78)
  - Ida Haendel (Violine), Swedish Radio Symphony Orchestra, Herbert Blomstedt
  - Isabelle van Keulen (Violine), Swedish Radio Symphony Orchestra, Thomas Dausgaard
- Sieben Sonaten für zwei Violinen (1951)
  - Duo Gelland
- Lamento für Klavier (1945)
  - Volker Banfield
  - Lennart Wallin
- A 12 CD pack "Complete Symphonies" of Allan Pettersson has been produced by Classic Produktion Osnabrück, that is, CPO Music based on recordings of 1984, 1988, 1991-1995, 2004.
- Cantata »Vox Humana« (1974)
  - Radio Symphony Orchestra, Norrköping Symphony Orchestra